# Onesia pubescens
Onesia pubescens este o specie de muște din genul Onesia, familia Calliphoridae. A fost descrisă pentru prima dată de Macquart în anul 1851. Conform Catalogue of Life specia Onesia pubescens nu are subspecii cunoscute.